# سنداسکی (اوهایو)
سَنداسکی (به انگلیسی: Sandusky) شهری در ایالت اوهایو کشور ایالات متحده آمریکا است که جمعیت آن در سرشماری سال ۲۰۱۰ میلادی، ۲۵٬۷۹۳ نفر بوده‌است.